# Johann Melchior Molter
Johann Melchior Molter (ur. 10 lutego 1696 w Tiefenort, zm. 12 stycznia 1765 w Karlsruhe) – niemiecki kompozytor epoki późnego baroku.
Pierwszych lekcji muzyki udzielił mu ojciec Valentin Molter (profesor i śpiewak w Tiefenort). Studiował przez rok (1719) we Włoszech (Wenecja, Rzym) co finansował margrabia Badenii Carl Wilhelm von Baden-Durlach u którego Molter służył od 1717 roku. W roku 1718 poślubił Marię Salome Rollwagen (zmarła w 1737). Po zakończeniu nauki w roku 1723 został zatrudniony jako kapelmistrz margrabiego w Durlach, którym pozostał do roku 1738. Odpowiadał za przedstawienia muzyczne w zamku Durlach i w nowej rezydencji w Karlsruhe. W 1738 został Kirchenmusikdirektor w Eisenach (tam poślubił Marię Christinę Wagner. W roku 1743 wrócił do Durlach by znów zostać tam kapelmistrzem. 
W roku 1746, margrabia Carl Friedrich przeniósł dwór do Karlsruhe. Od 1747 do 1765, Molter dyrygował tam nową kapelą. Molter zmarł w wieku lat 69 w Karlsruhe.
Molter uchodzi za jednego z najpłodniejszych kompozytorów XVIII wieku. Komponował koncerty, kantaty i sonaty. Jego spuścizna jest dziś w dużej mierze zapomniana choć wraca do łask.

## Dzieła
| Rodzaj twórczości     | liczba dzieł |
| --------------------- | ------------ |
| Muzyka wokalna        |              |
| kantaty               | 14           |
| opery                 | 3            |
| pasje                 | 1            |
| Muzyka instrumentalna |              |
| koncerty              | 95           |
| sonaty                | 66           |
| symfonie              | 169          |
| uwertury              | 14           |
| RAZEM                 | -            |

### Wybrane koncerty
- Koncert na wiolonczelę i orkiestrę smyczkową C-dur
- VII koncert na obój B-dur
- Koncert na fagot B-dur
- II koncert na flet i orkiestrę smyczkową D-dur
- I koncert na flet, instrumenty smyczkowe, oboje i waltornię
- Koncert na klarnet A-dur
- Koncert na klarnet D-dur
- 6 koncertów na klarnet, orkiestrę smyczkową i basso continuo
- Koncert na trąbkę, orkiestrę smyczkową i basso continuo
- Koncert na altówkę, orkiestrę smyczkową i basso continuo A-dur
- Koncert na flet poprzeczny, altówkę i basso continuo D-dur
- Koncert na flet poprzeczny, altówkę i basso continuo in e-moll
- Koncert na trąbkę, orkiestrę smyczkową i basso continuo D-dur